# Henning Nilsson (keramiker)
Henning Sigfrid Nilsson, född 7 oktober 1907 i Välinge, död 14 januari 1993 i Höganäs, var en svensk keramiker. 
Henning började sin karriär med att tillverka stenkulor som han brände i en tegelugn. Kulorna sålde han sedan till sina närmaste kamrater. I sena tonåren gick Nilsson i lära hos en skräddarmästare och han försökte livnära sig som skräddare men verksamheten gick inte bra och för att överleva började han arbeta med olika saker samtidigt som han tillverkade fioler på sin fritid. När han var 23 år började han gå i musiklära hos Ernst "Atte" Holm samtidigt som han arbetade som keramiker. Under andra världskriget startade han både ett skrädderi, tvättinrättning och antikhandel i Höganäs för att dryga ut inkomsten. 
Genom verksamheten i sin antikvitetshandel kom han i kontakt med skulptören Robert Nilsson och keramikern Signe Persson Melin. Umgänget med dessa gjorde honom inspirerad att arbeta med keramik och han byggde en liten elektrisk ugn och verkstad där han tillsammans med en kamrat startade tillverkning av keramik. Hans största intresse vid starten var arbetet med glasyrer och han experimenterade för att få fram speciella oxblodsglasyrer. När hans kompanjon lämnade verksamheten blev han tvungen att lära sig  dreja. Han anmälde sig till en kurs men tröttnade redan efter några dagar och beslutade sig för att lära sig drejning på egen hand. Allt eftersom hans produktion ökade blev hans ugn för liten och han fick tillstånd att bränna sina föremål i Höganäsbolagets ugn. Tillsammans med Yngve Blixt, Ann Jansson, Claes Thell och Brita Mellander-Jungermann bildade han gruppen Keramiker i Höganäs som arrangerade gemensamma  samlingsutställningar på olika platser i landet samt drev en egen utställningshall i Höganäs. 
Hans söner Vincent Nilsson (född 1939) och Roger Nilsson (född 1960) blev keramiker. Han tilldelades Statens konstnärsstipendium 1967. Nilsson finns representerad vid Nationalmuseum.